# Vadå, mörkrädd?
Vadå, mörkrädd? (Are You Afraid of the Dark?) är en kanadensisk tv-serie som sändes 1992–1996, sedan igen 1999–2000 och sedan igen 2019. Det är en rysare för barn och ungdomar. På svensk TV visades serien på SVT:s barnkanalen.

## Handling
Ett gäng ungdomar samlas vid en lägereld efter mörkrets inbrott och turas om att berätta spökhistorier för varandra. 

## Rollista i urval
- Gary - Ross Hull
- Betty Ann - Raine Pare-Coull
- Kiki - Jodie Resther
- Frank Moore - Jason Alisharan
- Tucker - Daniel DeSanto
- Samantha - JoAnna Garcia
- Kristen - Rachel Blanchard
- David - Nathaniel Moreau
- Stig - Codie Wilbee
- Eric - Jacob Tierney
- Rachel Carpenter - Lyliana Wray
- Gavin Coscarelli - Sam Ashe Arnold
- Akiko Yamato - Miya Cech
- Graham Raimi - Jeremy Ray Taylor
- Louise Fulci - Tamara Smart
- Mr. Tophat - Rafael Casal